# Hoploplana californica
Hoploplana californica är en plattmaskart som beskrevs av Libbie Henrietta Hyman 1953. Hoploplana californica ingår i släktet Hoploplana och familjen Hoploplanidae. Inga underarter finns listade i Catalogue of Life.